# Giamaica (film 1953)
Giamaica è un film del 1953, diretto dal regista Lewis R. Foster.

## Trama
Il capitano Patrick Fairlie (Ray Milland) insieme ad altri uomini sono alla ricerca di un relitto nelle acque del mare della Giamaica. Patrick, grazie all'ausilio dell'equipaggio, tenta alcune immersioni nel tentativo di recuperare il relitto.
Tentativo n° 1: Dopo una breve immersione, il capitano non vedendo nulla riemerge.
Tentativo n° 2: Durante la ricerca, il capitano scopre sott'acqua il corpo senza vita di una loro vecchia conoscenza.
Tentativo n° 3: Patrick torna sott'acqua e trova un subacqueo (anch'egli probabilmente alla ricerca del relitto).  Il sommozzatore tenta quindi di uccidere il capitano tagliando la pompa dell'ossigeno, ma quest'ultimo riesce a tornare illeso fuori dall'acqua.
Tentativo n° 4: Senza aver perso alcuna speranza, il capitano torna sott'acqua e questa volta trova una cassa con alcuni oggetti.